# 9486 Utemorrah
9486 Utemorrah (6130 P-L) là một tiểu hành tinh vành đai chính.